# Josh Segarra
Josh Segarra (Longwood, 3 de junho de 1986) é um ator americano. Ele é conhecido por seus papéis na série de televisão The Electric Company, Sirens e Arrow, bem como por ter originado o papel de Emilio Estefan no musical On Your Feet!. Seus outros créditos na televisão incluem Chicago P.D., The Other Two e Orange is the New Black, enquanto seus outros créditos teatrais incluem os musicais Lysistrata Jones e Dogfight.

## Biografia
Segarra nasceu em 3 de junho de 1986 em Longwood, Flórida. Ele é descendente de porto-riquenho e é fluente em espanhol. Ele aprendeu a cantar em sua igreja pentecostal, mas aspirava ser um lutador profissional. Segarra se formou na Tisch School of the Arts da Universidade de Nova Iorque.

## Vida pessoal
Segarra se casou com a namorada de longa data Brace Rice em outubro de 2014. O primeiro filho do casal, um filho chamado Gus Maine, nasceu em setembro de 2016. Ele e sua esposa são fãs de esportes.